# Ivo Sanader
Ivo Sanader (Split, 1953. július 8.) horvát politikus, a Horvát Köztársaság 8. miniszterelnöke 2003 decembere és 2009 júliusa között. Máig ő a második leghosszabb ideig hivatalban lévő miniszterelnök a függetlenség elnyerése óta, több mint öt és fél évig töltötte be hivatalát, mielőtt 2009 júliusában lemondott.

## Élete
Splitben született egy szegény, vallásos, ötgyermekes munkáscsaládban, amely a Splittől északra, a dalmát Zagora területén található Dugobabe faluból származott. Mivel családja anyagilag nem tudta támogatni oktatását, édesanyja megkérte a spliti Érseki Klasszikus Gimnázium rektorát, hogy fogadja be diáknak Ivót. A gimnáziumban Sanader a legjobb tanulók egyikeként tüntette ki magát, aki történelemből és nyelvekből is kitűnő volt. A középiskola befejezése után Sanader egy évet Rómában töltött filozófiát tanulva. Rómából való visszatérése után megismerkedett Mirjana Šarićtyal, akit 1978-ban feleségül vett. Az esküvőjük után Ivo és Mirjana, valamint Ivo öccse, Miro elhagyta Splitet az ausztriai Innsbruckba költözött. Felesége régészetet, míg Ivo összehasonlító irodalmat és romantikus nyelveket tanult az Innsbrucki Egyetemen. Ez idő alatt Sanader a „Sportske novosti” című zágrábi sportújság tudósítójaként dolgozott.
1982-ben Sanader doktori fokozatot szerzett, és feleségével visszatért Horvátországba (akkor még Jugoszlávia része). Rövid időre a „Dalmacijaturist” idegenforgalmi vállalat marketing osztályán kapott állást, majd 1983-tól egy hosszabb időszak következett a „Logos” kiadónál, kezdetben programszerkesztőként, majd főszerkesztő lett. Egy időben a „Mogućnosti” folyóiratnál dolgozott. Karrierje a kiadónál később megszakadt és feleségének is felmondott a munkahelye. 1987-ben Sanader úgy döntött, hogy visszatér családjával Ausztriába, ahol két vállalkozást alapított. Az egyiket 1989-ben, amelyet 1992-ben bírósági határozattal felszámoltak, míg a másik 1986 és 2001 között létezett.  Vállalkozásainak kudarca késztette Sanadert arra, hogy az 1990-es években politikai pályára lépjen. Horvát anyanyelvén kívül folyékonyan beszél angolul, németül, franciául és olaszul.

## Politikai pályája

### A kezdetek
Sanader nemzedékének számos horvát politikai szereplőjével ellentétben fiatal korában nem vett részt aktívan a politikában sem a párt tagjaként, sem pedig disszidensként. 1990 októberében, miután visszatért a többpártrendszer Jugoszláviába, Ausztriában megalapította a Horvát Demokratikus Közösség (HDZ) tiroli szervezetét, és felvette a kapcsolatot Franjo Tuđmannal. Sanader szervezőkészsége, műveltsége és folyékony német nyelvtudása kedvező benyomást tett azokra a HDZ-tagokra, akikkel Ausztriában működött együtt. Felesége látta, hogy háború fenyeget Horvátországban, de tiltakozása ellenére Sanader úgy döntött, hogy visszatér Splitbe. Első közhivatala a Spliti Horvát Nemzeti Színház intendánsa volt. Nem sokkal hivatalba lépése után felesége is csatlakozott hozzá, aki a spliti Egyetemi Könyvtárban kapott állást.
1992-ben a horvát parlament alsóházába, a HDZ képviselőjévé választották, majd tudományos és technológiai miniszter lett (1992–1993). 1993-tól 1995-ig és 1996-tól 2000-ig külügyminiszter-helyettes volt, felügyelte a Görögországba utazó horvát állampolgárok vízumkötelezettségének megszüntetését. Tárgyalókészségét arra is felhasználta, hogy más horvát parlamenti pártokból is hozzon embereket a Horvát Demokratikus Közösséghez. 1995. november végén a horvát elnöki hivatal kabinetfőnöke és miután Hrvoje Šarinićot felmentették hivatalából a Horvát Nemzetbiztonsági és Védelmi Tanács (VONS) főtitkára lett. 1996 januárjában a Horvátország és a Bosznia-Hercegovinai Köztársaság Együttműködési Tanácsának tagja lett. Második külügyminiszter-helyettesi ciklusa alatt Horvátország és Izrael összefogásán dolgozott. Ő maga, Hrvoje Šarinić és Eytan Bentsur, az izraeli kormány külügyminiszter-helyettese 1997-ben találkozott Budapesten, és ekkor jöttek létre a diplomáciai kapcsolatok Horvátország és Izrael között.

### Az ellenzék vezetőjeként
2000-ben, Tudjman halála után, a HDZ vereséget szenvedett a parlamenti választáson. Ráadásul jelöltjük, Mate Granić sem jutott be az elnökválasztás második fordulójába. Granić ezután kilépett a pártból, hogy megalakítsa a Demokratikus Centrum pártot, abban a reményben, hogy a HDZ mérsékelt képviselőit magához vonzza. Abban az évben áprilisban a HDZ-n belül tisztújító választások következtek, melyből kompromisszumos jelöltként Sanader került ki győztesen. Sanader a horvát hadsereg tábornokai elleni vádemelések miatt kezdetben bírálta a népszerűtlen volt Jugoszlávia Nemzetközi Büntetőtörvényszéket (ICTY). 2001-ben részt vett a Mirko Norac tábornok elleni háborús bűnökkel kapcsolatos vádemelés ellen tiltakozó hatalmas tüntetésen. Bírálta Ivica Račant és kormányának az ICTY-vel kapcsolatos álláspontját is. Később azonban fokozatosan elkezdte távol tartani a pártot és önmagát a tiltakozásoktól, tompítva a kormánnyal szembeni kritikáját.
Sanader arra összpontosította erőfeszítéseit, hogy a HDZ-t modern, Európa-párti jobbközép párttá alakítsa. Pályáját azonban megkérdőjelezte a párt Ivić Pašalić vezette konzervatív szárnya. Az ezt követő vezetői harc a 2002-es pártkongresszuson tetőzött. Sanadernek, akit Vladimir Seks és Branimir Glavas támogatott, sikerült megnyernie második ciklusát. Pašalić elhagyta a pártot, hogy megalakítsa horvát blokkját, de sok korábbi támogatóját nem sikerült elvinni a HDZ-től. Sanadert később Ivan Drmić, a HDZ korábbi tagja azzal vádolta meg, hogy a HDZ 5. kongresszusán meghamisította az elnökválasztást. Ratko Maček, a HDZ szóvivője szerint az ilyen vádak „a politikai butaság antológiájába tartoznak”. Sanader már arra koncentrált, hogy legyőzze Ivica Račant és baloldali koalícióját a 2003-as parlamenti választásokon. A HDZ végül megnyerte a választást, de nem szerzett abszolút többséget a parlamentben.

### Első miniszterelnöki ciklusa

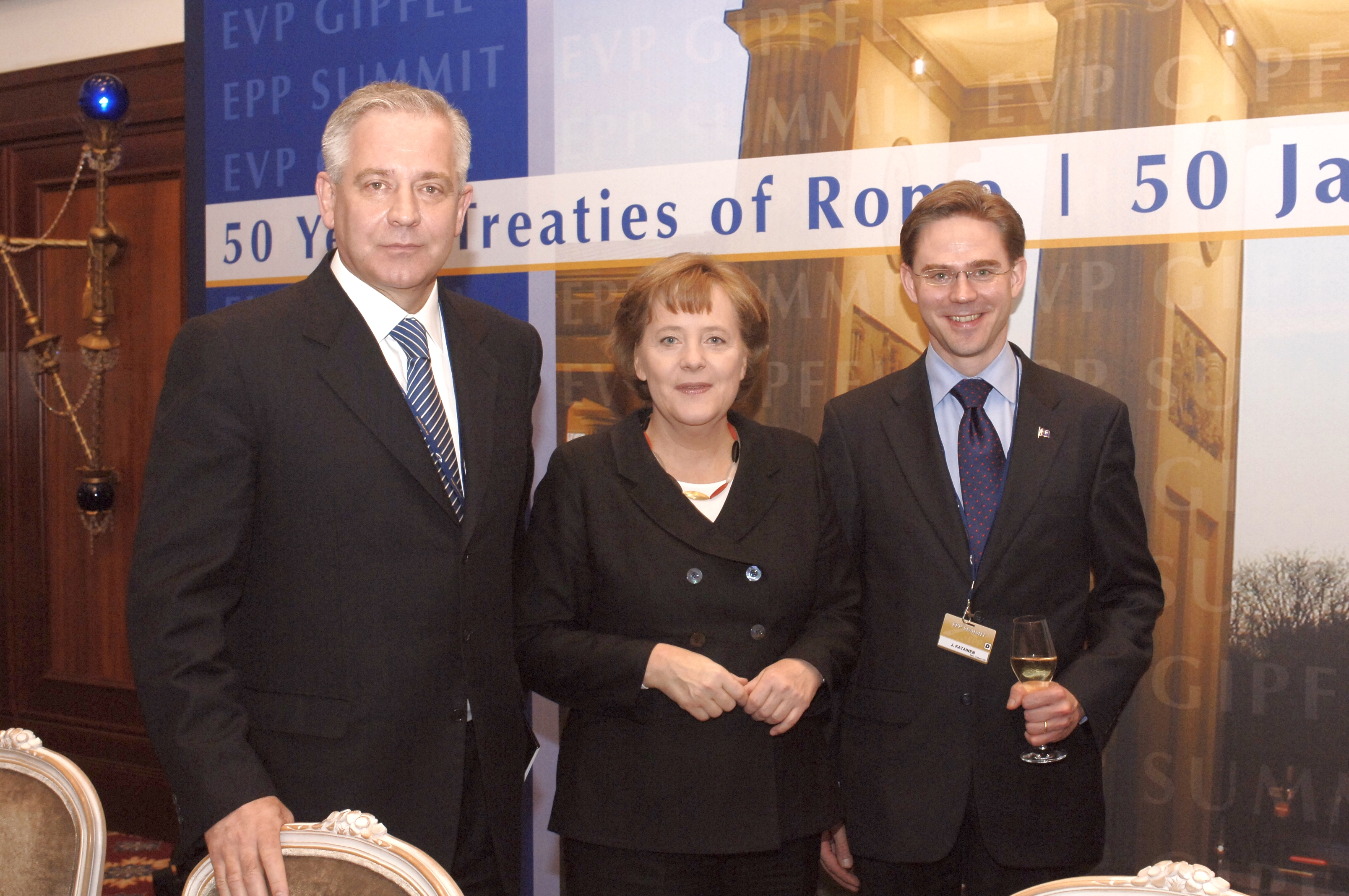
Sanader Angela Merkel német kancellárral és Jyrki Katainen finn miniszterelnökkel az Európai Néppárt 2007 március 24-iki csúcstalálkozóján

A HDZ győzelme után a köztársasági elnök 2003. december 9-én Sanadert kérte fel kormányalakításra. A választások utáni tárgyalásokon Sanader biztosította az etnikai kisebbségek képviselőinek, névlegesen baloldali Horvát Nyugdíjasok Pártjának és a Független Szerb Demokrata Párt támogatását. Amikor 2003. december 23-án a horvát parlament 88 szavazattal (152 szavazatból) megválasztotta, Sanadert hivatalosan kinevezték kormányfővé. A Sanader-kormány legfőbb külpolitikai célja Horvátország európai uniós és NATO-csatlakozása volt. Az Európai Unióval 2001-ben aláírt társulási megállapodás sikeres végrehajtásának eredményeként Horvátország hivatalos tagjelöltté vált az EU-ba. Sanader HDZ-je a kisebbségi pártokkal való jobb kapcsolatok kialakítására és a kisebbségi jogok érvényesítésére is törekedett. Az Európai Bizottság és az Európa Tanács Horvátország EU-tagságra irányuló törekvésével kapcsolatos pozitív véleményéhez hozzájárult többek között Horvátország együttműködése az ICTY-vel, a folyamatos gazdasági növekedés, valamint az, hogy az ország megfelel az 1993-as koppenhágai, az Európa Tanács által meghatározott politikai és gazdasági kritériumoknak.
Sanader volt az utolsó államférfi, aki meglátogatta II. János Pál pápát Vatikánvárosban 2005 februárjában, néhány héttel 2005. április 2-án bekövetkezett halála előtt. 2005 októberében, az EU-csatlakozási tárgyalások hivatalos megkezdését követően a közvélemény-kutatások szerint Sanader volt a legnépszerűbb horvát politikus. Miniszterelnökként Sanader szoros kapcsolatot ápolt más mérsékelt konzervatív politikusokkal Európában: köztük Wolfgang Schüssel volt osztrák kancellárral, Edmund Stoiber volt bajor miniszterelnökkel, Angela Merkel német kancellárral és Bertie Ahern ír miniszterelnökkel. A kabinet Sanader mandátuma alatt néhány változáson is keresztül ment, mint például Miomir Žužul külügyminiszter távozása, akit összeférhetetlenséggel vádoltak. Kormányát kihívás elé állította az országban erősödő euroszkepticizmus is.
Erősödtek a személyét érő támadások is. 2006 júliusában Sanadert aZ ún. „Verona-ügyben” nevezték meg, és a horvát parlament ellenzéke azzal vádolta meg, hogy a Pliva gyógyszergyárat az amerikai Barr Pharmaceuticals-nak adta el. A vádakat tagadták, és soha nem bizonyították be. A Nacional független politikai hetilap arról számolt be, hogy Sanader két csődbe ment ausztriai vállalkozás tagja volt, és 1995-ben és 1996-ban 800 000 német márka összegű kenőpénzt kapott egy iparmágnástól. Vesna Škare-Ožbolt a Sanader-kormány volt igazságügyi minisztere arról számolt be, hogy Sanader 150 000 eurót meghaladó értékű karóragyűjteményt birtokolt, amelyet nem jelentett be vagyonként és feljelentette Sanadert az összeférhetetlenség miatt.

### Második miniszterelnöki ciklusa

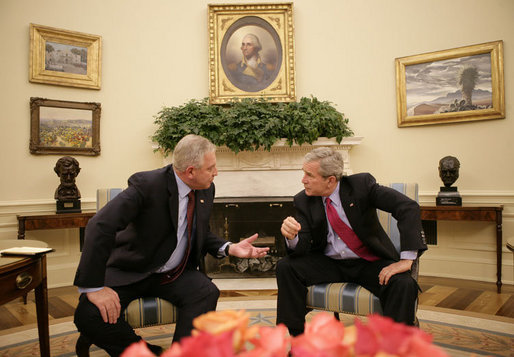
George W. Bush amerikai elnökkel a Fehér Házban 2006 októberében

A 2007-es parlamenti választások utáni kétértelmű helyzetben ismét Sanader nyerte el a kormányalakítási megbízást Stjepan Mesić elnöktől. Az általa vezetett HDZ ezúttal a HSS-szel és a HSLS-szel lépett koalícióra. A Sanader mandátuma alatt beköszöntött globális recesszió miatt Horvátország gazdasági növekedése is megtorpant, a közvetlen külföldi befektetések pedig lelassultak. Miközben a gazdaság visszaesése a nagyobb nemzetekre is jellemző, Sanader idejében felerősödött Szerbia és a szomszédos Montenegró, amelyek a jelentős reformoknak köszönhetően nagyobb beruházásokat hajtottak végre. Sanader idején Horvátországban leálltak az igazságügyi reformok, és a telekkönyvi kérdések sem oldódtak meg. 2009-ben (a 4,1 millió lakosú országban) több mint 1,3 millió bírósági ügy várt még megoldásra.
Horvátországnak 2009-ben kellett befejeznie a tárgyalásokat az EU-val. A tárgyalások azonban 10 hónapra megszakadtak, mivel Szlovénia 2008 decemberében blokkolta Horvátország EU-csatlakozását. 2009. július 1-jén Sanader bejelentette lemondását a miniszterelnöki tisztségről és a HDZ vezetői posztjáról, valamint teljes visszavonulását minden aktív politikától, hozzátéve, hogy nem áll szándékában visszatérni. Zágrábban tartott sajtótájékoztatóján megjegyezte: „Az életben mindig van idő az újrakezdésre. Eljött egy ilyen pillanat, és most itt az ideje, hogy mások vegyék át az irányítást.” A BBC News szerint a bejelentés meglepetésként hatott, mivel a horvát média nem sokkal korábban Sanadert a 2010-es elnökválasztás lehetséges jelöltjeként nevezte meg. Bejelentette, hogy miniszterelnök-jelöltje Jadranka Kosor miniszterelnök-helyettes lesz. A horvát parlament 2009. július 2-án elfogadta lemondását, és erről tájékoztatta az elnököt. Sanadert a HDZ örökös tiszteletbeli elnökévé választották.

### Távozás és visszatérés a politikába

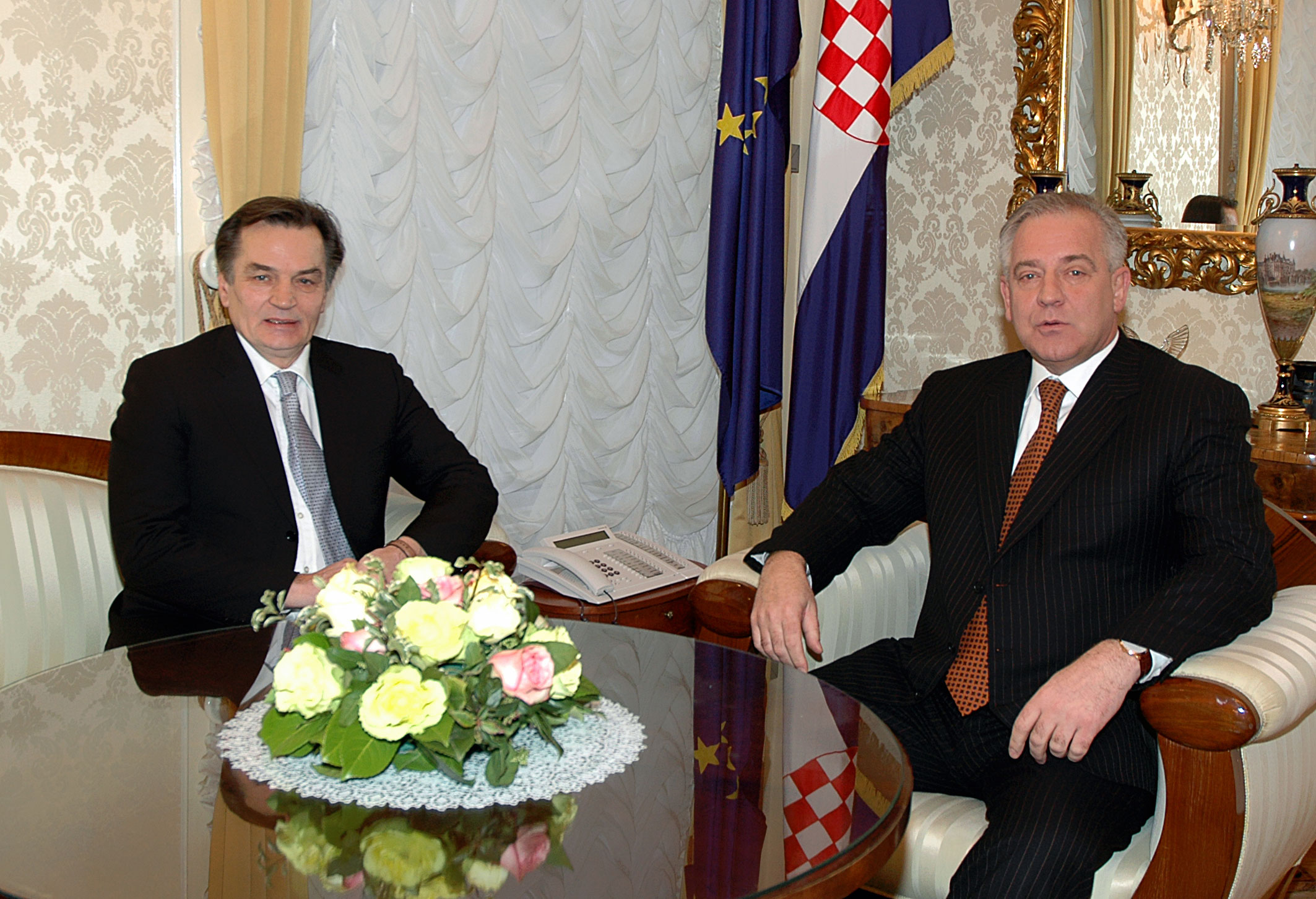
Haris Silajdžić volt boszniai elnökkel, az államelnökség tagjával

A 2009. szeptemberi Globális Kreatív Gazdasági Csúcstalálkozón Sanader megvitatta Horvátországnak az erősen ellenőrzött gazdaságról a „tudásalapú” gazdaságra való átállását. Szerinte ebben a folyamatban fontos szerepet játszott a versenyképességnek a mindennapi életben történő elősegítése. 2010. január 3-án, korábbi nyilatkozataival (2009. július 1.) ellentétben, Sanader bejelentette, hogy visszatér aktívabb politikai szerephez, és kijelentette, hogy kilépési döntése tévedés volt. A HDZ „győztes párt és nem egy olyan párt, amely csak a szavazatok 12%-át szerzi meg” – hangoztatta az elnökválasztás egy héttel korábban tartott első fordulójával kapcsolatban. Tucatnyi HDZ-s képviselő támogatta, köztük Luka Bebić, de a kormány egyik tagja sem volt köztük. A támogató képviselők közül többen később elutasították a Sanaderrel való kapcsolatukat, és azt állították, hogy félrevezették őket.
2010. január 4-én, a HDZ vezetőségének egész napos találkozóját követően Ivo Sanadert kizárták a Horvát Demokratikus Közösségből. A pártelnökség 22 tagjából 16-an szavaztak a kizárásra, hárman nemmel (Luka Bebić, Mario Zubović és Damir Polančec) szavaztak, ketten pedig tartózkodtak (Bianca Matković és Petar Selem). Maga Sanader nem volt jelen a találkozón.
2010 októberében Sanader újra aktiválta parlamenti mandátumát, és visszanyerte parlamenti mentelmi jogát.

### Letartóztatása
2010. december 9-én nem sokkal azelőtt, hogy a horvát parlament megszavazta, hogy a Horvát Korrupció és Szervezett Bűnözés Elleni Iroda (USKOK) megvonja mentelmi jogát a hatóságok észlelték, hogy fiatalabb lányával, Brunával átlépi a szlovén határt. Másnap a horvát rendőrség elfogatóparancsot adott ki ellene, és az Interpolhoz fordult, kérve a letartóztatását, hogy ellene korrupció gyanújával vádat emelhessenek. 2010. december 10-én az ausztriai Salzburg közelében tartóztatták le. A horvát hatóságok befagyasztották vagyonát és bankszámláit, és december 13-án hivatalosan is kérték a kiadatását.
Az osztrák hatóságok, köztük a Hypo Alpe-Adria-Bank International újabb botrányát vizsgáló karintiai parlamenti bizottság mialatt őrizetben volt kihallgatta Sanadert, az USKOK pedig kibővítette Sanaderrel kapcsolatos vizsgálatát a Hypo Bank által az 1990-es években állítólagos kenőpénzekre vonatkozóan is. Sanader állítólag csaknem 695 000 dollárt kapott azért, mert 1995-ben kölcsönről állapodott meg az osztrák Hypo Bankkal, háborús haszonszerzés céljából, továbbá 10 millió euró kenőpénzt kapott a magyar MOL olajtársaság elnökétől, hogy a MOL-nak irányítási jogot biztosítson a horvát INA olajtársaság felett.

### Kiadatás és perek
Sanadert Ausztria 2011. július 18-án kiadta Horvátországnak és a zágrábi Remetinec börtönbe szállították. Az október 28-án tartott első bírósági tárgyalásán szívproblémákra panaszkodott, és azt nyilatkozta, nem is tudott arról, hogy bíróság elé állítják. A meghallgatás után a bíró úgy döntött, hogy átütemezi az időpontot, és Sanadert kórházba szállították. Újra kitűzött bírósági meghallgatására 2011 decemberében került sor, majd 2011. december 16-án 2,2 millió dollár óvadék ellenében szabadlábra helyezték.  2012 januárjában bejelentették, hogy Sanader ellen új korrupciós vádak merültek fel. Az USKOK egy tanúvallomás alapján bevonta Sanadert a horvát állami elektromos társaság, a HEP állami áramszolgáltató vállalat pénzügyi szabálytalanságainak vizsgálatába. Eszerint Sanader kenőpénzt fogadott el az alacsonyabb áramárak biztosítása érdekében. 2012 májusában bejelentették, hogy Sanadert ismét feljelenthetik korrupciós bűncselekmények miatt. Azt állították, hogy vádat emelhetnek ellene azért, mert részt vett abban, hogy az áramszolgáltató horvát Dioki Group petrolkémiai vállalatnak a piacinál alacsonyabb áron értékesített áramot, ami több millió kunával károsította a HEP állami áramszolgáltatót. Vádat emelhetnek a Dioki korábbi vezérigazgatója és tulajdonosa, Ivan Mravak és Robert Jezić ellen is.
2012 szeptemberében már az ötödik vádat emelték Ivo Sanader ellen, mert 26 millió kuna (3,6 millió euró) kárt okozott az állami költségvetésben. Az ügyészek azt állították, hogy a kárt az okozta, hogy a Fiolic cég által épített épületet tényleges értékénél több mint kétszeres áron adták el a Regionális Fejlesztési Minisztériumnak. A Politika Plus horvát híroldal 2012-es számításai szerint a Sanaderrel kapcsolatos korrupciós botrányok miatt a költségvetésnek okozott teljes kár legalább 207,2 millió kunát tett ki. 2012. november 20-án Sanadert első fokon 10 év börtönbüntetésre ítélték. Ő volt a legmagasabb tisztségviselő Horvátországban, akit korrupcióért elítéltek. Sanader tagadta a jogsértést, és kijelentette, hogy tárgyalása politikai indíttatású volt. A bíró, Ivan Turudić kijelentette, hogy Sanader szégyent hozott Horvátországra, és hozzátette, hogy hivatalát saját személyes gazdagodására, és nem a közjóra használta. Sanadert a bíróságról a remetineci börtönbe szállították.
2014 júniusában a horvát legfelsőbb bíróság helybenhagyta a 2012-es ítéletet, de Sanader börtönbüntetését 8 és fél évre mérsékelte.  Ebből az alkalomból Ivo Josipović elnök „nagy hazaárulásnak” minősítette Sanader részvételét az INA MOL-felvásárlásában. 2015-ben az Alkotmánybíróság a tárgyalás során elkövetett eljárási hibákra hivatkozva hatályon kívül helyezte az ítéletet. Sanader majdnem 5 év letartóztatásban és börtönben eltöltött után szabadult. Újratárgyalásra készült. 2017-ben egy másik ügyben első fokon 4 és fél évre ítélték. 2020-ban a perújítás eredményeként 8 év börtönbüntetésre ítélték. 2021-től ismét a remetineci börtönben tölti büntetését.

## Fordítás
Ez a szócikk részben vagy egészben  az   Ivo Sanader című angol Wikipédia-szócikk ezen változatának fordításán alapul.  Az eredeti cikk szerkesztőit annak laptörténete sorolja fel. Ez a jelzés csupán a megfogalmazás eredetét és a szerzői jogokat jelzi, nem szolgál a cikkben szereplő információk forrásmegjelöléseként.